# Перемикання GPU
Перемикання GPU - це механізм, що використовується на комп'ютерах з декількома графічними контролерами. Цей механізм дозволяє користувачеві максимально збільшити продуктивність графіки або продовжити термін служби батареї, перемикаючись між графічними картами. В основному він використовується на ігрових ноутбуках, які зазвичай мають інтегровану і дискретну відеокарту.

## Основні компоненти
Більшість комп'ютерів, які використовують цю функцію, містять інтегровані графічні процесори та дискретні відеокарти, які застосовуються до наступних категорій.

### Вбудована графіка
Також відома як: інтегрована графіка.Такі графічні процесори зазвичай мають набагато менше процесорних блоків і мають спільну пам'ять з процесором.
Іноді графічні процесори інтегруються на материнську плату. Материнська плата з бортовим графічним процесорами не вимагає дискретної відеокарти або процесора з інтегрованою графікою для роботи.

### Виділені графічні карти
Також відомі як: дискретні відеокарти. На відміну від інтегрованої графіки, дискретні відеокарти мають набагато більше процесорних блоків і мають власну оперативну пам'ять зі значно більшою пропускною здатністю пам'яті.
У деяких випадках на материнські плати може бути інтегрований спеціальний графічний чип, наприклад, B150-GP104. Незалежно від того, що графічний чип інтегрований, він все ще враховується як дискретна відеокарта, оскільки графічний чип інтегрований зі своєю власною пам'яттю.

## Теорія

### Контроль північного мосту
Більшість комп'ютерів мають материнську плату, яка використовує структуру Південного і Північного мосту. Північний міст є одною з основних логічних мікросхем, яка утворює зв'язок між CPU, GPU, RAM і південним мостом. Дискретна відеокарта, як правило, встановлюється на гніздо відеокарти, а вбудована графіка інтегрована в процесор або іноді на північний міст. Північний мост є найбільш відповідальним за перемикання між GPU. Як це працює:
1. Північний міст отримує сигнал від Південного моста через внутрішню шину.
2. Північний міст передає сигнал на ЦП через шину на передній панелі.
3. CPU запускає програму призначення завдань (зазвичай драйвер відеокарти), щоб визначити, яке ядро GPU використовувати.
4. Процесор передає команду на північний міст.
5. Північний міст передає команду відповідно до ядра GPU.
6. Ядро GPU обробляє команду і повертає надані дані назад до Північного мосту.
7. Північний міст надсилає надані дані назад до Південного мосту.

### Контроль південного мосту
Південний міст також називається контролером введення і виведення. Він обробляє всі функції вводу-виводу комп'ютера, такі як прийом вводу з клавіатури і виведення даних на екран.Як це працює:
1. Введені дані передаються до північного мосту.
2. Отримані дані з Північного мосту вивести. (Необов'язково)

Причина, за якою другий крок може бути необов'язковим, полягає в тому, що іноді виводяться дані виводяться безпосередньо з дискретної відеокарти, яка знаходиться на гнізді відеокарти, тому немає потреби виводити дані через Південний міст.

## Основна мета
Перемикання GPU використовується в основному для економії енергії шляхом перемикання між графічними картами. Дискретні відеокарти споживають набагато більше енергії, ніж інтегрована графіка, але також забезпечують більш високу продуктивність. Нижче наведено список теплових пакетів найпопулярніших процесорів з інтегрованою графікою і виділеними відеокартами.
| Модель                          | Модель                  | Модель            | Модель                   | Модель                   | Модель                   | Модель                   | Платформа            |
| Вбудована графіка               | Вбудована графіка       | Вбудована графіка | Дискретні графічні карти | Дискретні графічні карти | Дискретні графічні карти | Дискретні графічні карти | Платформа            |
| Intel                           | Intel                   | TDP               | Nvidia                   | TDP                      | AMD                      | TDP                      | Платформа            |
| Модель процесору та частота     | Вбудована графіка Intel | TDP               | Nvidia                   | TDP                      | AMD                      | TDP                      | Платформа            |
| ------------------------------- | ----------------------- | ----------------- | ------------------------ | ------------------------ | ------------------------ | ------------------------ | -------------------- |
| Intel Core i7-6700K @ 4.00 GHz  | Intel HD Graphics 530   | 91W               | GTX 1080                 | 180W                     | Radeon R9 Fury           | 275W                     | Настільний комп'ютер |
| Intel Core i5-6600K @ 3.50 GHz  | Intel HD Graphics 530   | 91W               | GTX 970                  | 145W                     | Radeon R9 Nano           | 175W                     | Настільний комп'ютер |
| Intel Core i7-4790K @ 4.40 GHz  | Intel HD Graphics 4600  | 88W               | GTX 780Ti                | 250W                     | Radeon RX 480            | 150W                     | Настільний комп'ютер |
| Intel Core i7-6700HQ @ 2.60 GHz | Intel HD Graphics 530   | 45W               | GTX 1080                 | 165W                     | Radeon R9 M485X          | 125W                     | Ноутбуки             |
| Intel Core i7-6500U @ 2.50 GHz  | Intel HD Graphics 520   | 15W               | GTX 980M                 | 100W                     | Radeon R9 M470X          | 75W                      | Ноутбуки             |
| Intel Core i5-6200U @ 2.30 GHz  | Intel HD Graphics 520   | 15W               | GTX 880M                 | 103W                     | Radeon R9 M470           | 75W                      | Ноутбуки             |
| Intel Core i5-5200U @ 2.20 GHz  | Intel HD Graphics 5500  | 15W               | GTX 870M                 | 103W                     | Radeon HD 7950M          | 50W                      | Ноутбуки             |

Виділені відеокарти демонструють набагато більше споживання енергії, ніж інтегрована графіка на обох платформах. Вимкнення їх, коли не потрібна важка графічна обробка, може значно знизити споживання енергії.

## Технології

### Nvidia Optimus
Nvidia Optimus ™ - це перемикання GPU, створена компанією Nvidia, яка може динамічно і безперешкодно перемикатися між двома графічними картами на основі запущених програм.
AMD Enduro
AMD Enduro ™ - це колективна марка, розроблена компанією AMD, яка має багато нових технологій, які можуть значно заощадити енергію. Раніше вона називалась: PowerXpress і Dynamic Switchable Graphics (DSG). Ця технологія реалізує складну систему для прогнозування потенційної необхідності використання відеокарт і перемикання між відеокартами на основі передбачуваної потреби. Ця технологія також представляє новий план управління потужністю, який дозволяє дискретним відеокартам не споживати енергії при холостому ходу

## Виробники

### Вбудована графіка
У персональних комп'ютерах IGP (інтегровані графічні процесори) виробляються в основному Intel і AMD та інтегровані в процесори. Вони широко відомі як:
- Intel HD і Iris Graphics - також називаються серіями HD і Iris
- AMD Accelerated Processing Unit (APU) - також раніше відомий як: fusion

### Виділені графічні карти
Найбільш популярні дискретні відеокарти виробляються AMD і Nvidia. Вони широко відомі як:
- AMD Radeon
- Nvidia GeForce

## Підтримка драйверів і ОС
Більшість звичайних операційних систем мають вбудовану підтримку цієї функції. Однак можливо самостійно завантажити оновлені драйвери від Nvidia або AMD.

### Підтримка Windows
Windows 7 має вбудовану підтримку цієї функції. Система автоматично перемикається між GPU в залежності від запущеної програми. Однак користувач може перемикати графічні процесори вручну через диспетчер пристроїв або диспетчер живлення. [13]

### Підтримка Linux
У системах Linux патч з ім'ям vga_switcheroo[14] був доданий до ядра Linux з версії 2.6.34 для роботи з декількома GPU. Однак перемикач вимагає перезапуску системи X Window.
Центр керування Ubuntu дозволяє користувачеві отримувати доступ до vga_switcherooфункціональних можливостей за допомогою графічного інтерфейсу.

### Підтримка Mac OS
Mac OS має вбудовану підтримку цієї функції, починаючи з v10.5 Leopard.

## Існуючі проблеми
- Системна несумісність або нестабільний блок живлення можуть спричинити появу Синього екрану в Windows або інших помилок
- Неможливо перемикнути GPU, якщо система неправильно оцінила необхідний обчислювальний ресурс
- Перемикання GPU може спричинити нестабільну напругу, що може призвести до появи мерехтіння екрану
- Несумісні драйвери від виробників GPU для плавного перемикання між графікою